# 田澤利依子
田澤 利依子（たざわ りいこ、1982年7月20日 - ）は、日本の声優、女優、児童書作家。アトミックモンキー所属。東京都出身。父は作家の沢木耕太郎。

## 出演
太字はメインキャラクター。

### テレビアニメ
2011年
- 君と僕。（男の子(2)）

2012年
- あらしのよるに 〜ひみつのともだち〜（幼児黒ヤギ〈KID2〉）
- 銀河へキックオフ!!（西園寺玲華）
- 緋色の欠片（瑛子）
- 遊☆戯☆王ZEXAL

2015年
- 四月は君の嘘（観客）
- 花物語（女生徒）

2016年
- 私がモテてどうすんだ（売り子、生徒）

2018年
- アイドルマスター SideM 理由あってMini!（少年）

2019年
- どるふろ（80式）
- BAKUMATSUクライシス（子供）

2020年
- 魔術士オーフェンはぐれ旅（幼少期キリランシェロ）

### 劇場アニメ
- 遊☆戯☆王 THE DARK SIDE OF DIMENSIONS（2016年）

### ゲーム
時期不明
- グラフィティスマッシュ（シオン）
- ガーディアン・プロジェクト（不知火、ブルックリン、ポーター、ル・ファンタスク）

2010年代
- ロード オブ ヴァーミリオン（2011年、ロックブーケ）
- 白猫プロジェクト（2014年、アマーリエ・グラス、バニー・モモ）
- マブラヴ オルタネイティヴ トータル・イクリプス（2014年） - PC版
- ファイナルギア -重装戦姫-（2019年、シュミリ）

### ドラマCD
- アキハバラフォーリンラブ（子供）
- トゥルーフォーチュンVol.2「いつだって、グローイングアップ!」
- 理系男子。第3弾 〜ぼくらの文化祭〜

### オーディオブック
- 近藤麻理恵『人生がときめく片づけの魔法1,2 改訂版』（2019）
- 鈴木るりか『さよなら、田中さん』（2017）
- 丁々発止『幼女とスコップと魔眼王1,2』（2019-）

### 吹き替え
- ハリエットの気球大冒険（ハリエット）
- マレーネとフロリアン（フロリアン）
- やさしいジャバ（ジャハンギリ、女の子）
- Lucky（ラッキー）
- リトル・プリンセス（メイド）

### 音楽CD
- 銀河へキックオフ!! キャラクターソングアルバム アイドル編
- 「変わりたいと思ったら変われるんだね!」（西園寺玲華）

### パチンコ
- CRナポレオンー獅子の時代ー（2018年、ポリーヌ）

### イベント
- キンダー・フィルム・フェスティバル
- 東京国際映画祭

## 書籍
- みならいクノール（講談社わくわくライブラリー）
- スタジオから5秒前! 星ヶ丘小放送部、ラジオデビュー! （角川つばさ文庫）
- こよみのくにの魔法つかい!（講談社わくわくライブラリー・絵も担当。）
- わさびちゃんとひまわりの季節（小学館ジュニア文庫）